# السادة (الحيمة الداخلية)

تعديل مصدري - تعديل

السادة هي إحدى قرى عزلة الجدعان بمديرية الحيمة الداخلية التابعة لمحافظة صنعاء، بلغ تعداد سكانها 130 نسمة حسب تعداد اليمن لعام 2004.